# María Julia Muñoz

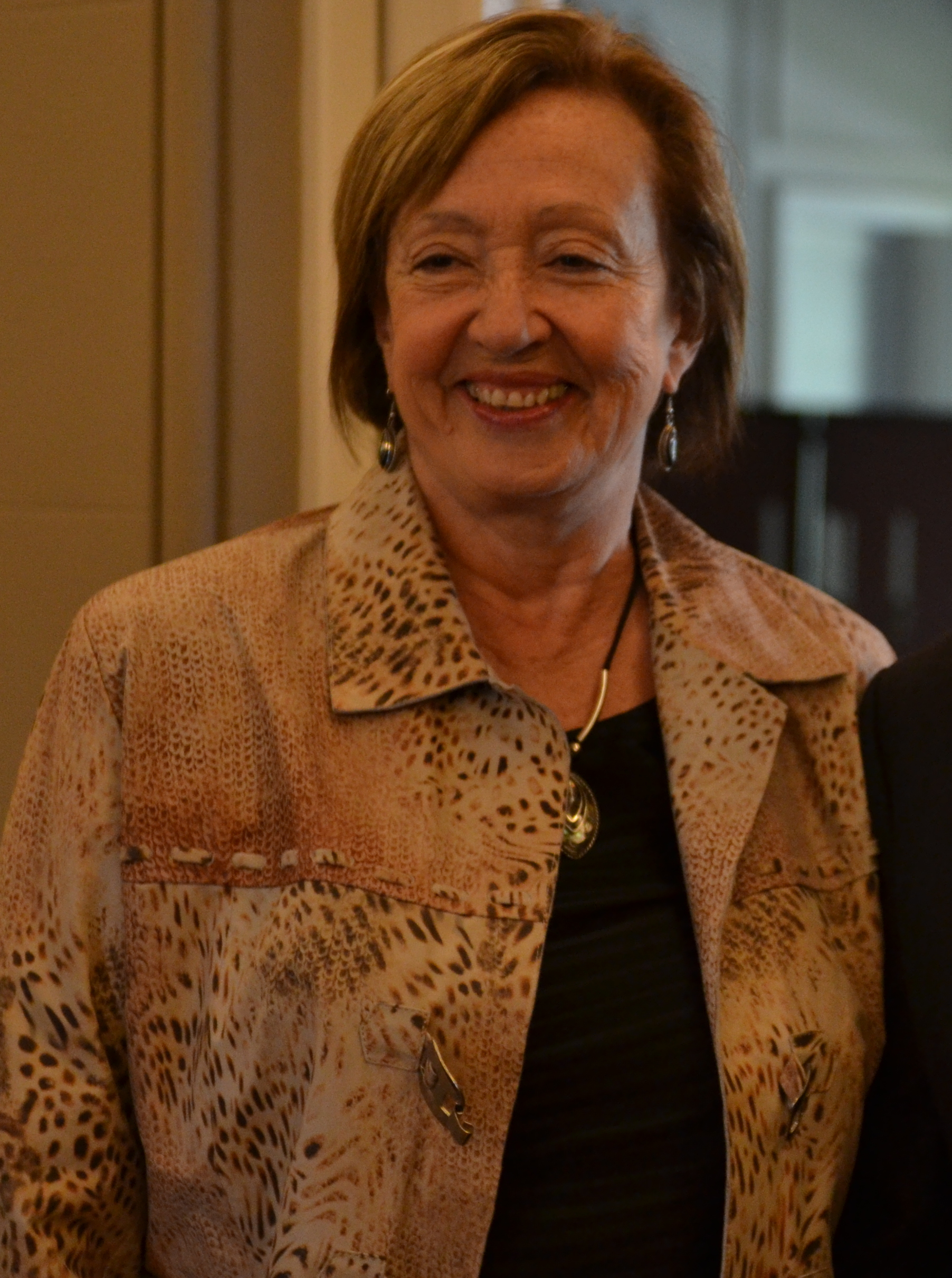
María Julia Muñoz năm 2016.

María Julia Muñoz (sinh ngày 3 tháng 2 năm 1950) là một bác sĩ, chính trị gia người Uruguay. Từng đảm nhiệm Bộ trưởng Bộ Y tế Công cộng của Uruguay,, hiện nay bà là Bộ trưởng Bộ Giáo dục và Văn hóa , kể từ ngày 1 tháng 3 năm 2015.

## Tiểu sử
María Julia Muñoz tốt nghiệp năm 1975 với bằng y khoa và chuyên ngành về các bệnh truyền nhiễm năm 1980.  Năm 1983, bà nhận được danh hiệu chuyên gia về sức khỏe Cộng đồng, và sáu năm sau, năm 1989, danh hiệu chuyên gia về Dịch tễ học. Trong suốt gần 20 năm, bà giảng dạy tại Khoa Y tế Dự phòng và Xã hội thuộc Cao đẳng Y khoa tại Đại học Cộng hòa, ở Montevideo, Uruguay.
Muñoz đã tham gia chính trị từ năm 16 tuổi và gia nhập Frente Amplio, hay Mặt trận Mở rộng, một đảng chính trị trung tả của Uruguay.  Trong Mặt trận Mở rộng, ban đầu bà tham gia vào Vertiente Artiguista, một lĩnh vực chính trị dân chủ xã hội, được lãnh đạo bởi chính trị gia và kiến trúc sư Mariano Arana, người cũng là cựu Bộ trưởng Nhà ở, Thị trưởng thành phố Montevideo.

#### Thị trưởng thành phố Montevideo
Năm 1990, bà bắt đầu làm việc trong Hội đồng thành phố của  Montevideo, lần lượt đảm nhiệm Giám đốc Sở Cứu tế Xã hội, công tố viên trưởng và Giám đốc cục Nhân lực vật lực dưới thời của Tabaré Vázquez. Khi Mariano Arana làm Thị trưởng trong giai đoạn 1995-2004, Muñoz làm Chánh thư ký cho thị trưởng.
Vào tháng 8 năm 2011, luật sư quận Diego Pérez đã yêu cầu bắt giam Muñoz, cho rằng bà đã tạo điều kiện cho các hành động tội phạm cho Juan Carlos Bengoa, quan chức bị buộc tội vào năm 2007   Tuy nhiên, yêu cầu này đã bị bác bỏ bởi ba tháng sau (vào tháng 11 năm 2011) bởi thẩm phán Fanny Canessa dưới sự xem xét rằng không có đủ bằng chứng ủng hộ lời buộc tội.

#### Bộ trưởng Y tế công cộng
Vào tháng 5 năm 2004, Munoz chuyển sang làm lãnh đạo hội tương tế xã hội, CASMU, còn được gọi là Centro de Asistencia del Sindicato Médico del Uruguay.  Muñoz phụ trách CASMU cho đến năm 2005, khi tổng thống đắc cử Tabaré Vázquez giao chức Bộ trưởng Bộ Y tế Công cộng. Muñoz trở thành người phụ nữ đầu tiên giữ vị trí này, và tiến hành cải cách hệ thống y tế của Uruguay.
Vào ngày 13 tháng 11 năm 2008, bà ủng hộ quyết định của Tổng thống Vázquez]] về việc phủ quyết một đạo luật, được Quốc hội phê chuẩn nhằm phi hình sự hóa phá thai.

### Bộ trửong Giáo dục và Văn hóa
Vào tháng 12 năm 2014, sau khi Vazquez tái đắc cử, nội các được sắp xếp lại và Munoz được tái bổ nhiệm vào vị trí Bộ trưởng Giáo dục và Văn hóa.